# Knopsvane
Knopsvanen (latin: Cygnus olor) er en andefugl, der har sin primære udbredelse i Europa og det vestlige Asien. I Danmark er knopsvanen en almindelig ynglefugl og derfor den bedst kendte af de tre svanearter, der ses i landet.
Knopsvanen er Danmarks største fugl og nu almindelig, men i midten af 1920'erne var den næsten udryddet som ynglefugl i landet på grund af intensiv jagt. En totalfredning i 1926 medførte dog at bestanden kom på fode igen, så den nu næsten findes ynglende i enhver større dansk sø.
Om efteråret flyver knopsvanen ud til kysterne blandt andet ved Vadehavet eller i fjorde, hvor den tilbringer vinteren i flokke. Knopsvanen lever næsten udelukkende af vandplanter som ålegræs og tang, men æder også græs og korn. Når den flyver, frembringer vingerne en høj, syngende lyd.
Svanen henter vandplanter op af vandet på samme måde som svømmeænder, f.eks. gråanden, ved at vende halen i vejret og stikke hovedet ned i vandet, sådan at svanen faktisk står lodret med hovedet nedad. Er der tilstrækkeligt føde i vandskorpen, kan den nøjes med at snadre i overfladen.
Knopsvanen blev ved en seerafstemning i Danmarks Radio i 1984 valgt til Danmarks nationalfugl.

## Beskrivelse
De voksne knopsvaner er hvide med orangerødt næb og en sort knop over næbbet. Benene er mørkegrå. Halsen bøjes sædvanligvis i en karakteristisk S-form, når fuglen ligger på vandet.
Voksne knopsvaner har en længde på fra 140 til 160 centimeter. Vingespændet er fra 208 cm til 238 cm. På land kan de række over 120 cm. i højden. Hannerne er større end hunnerne og har en større næbknop, men hanner og hunner har i øvrigt ens fjerdragt. For hanner ligger vægten omkring 12 kg, men kan komme op på 16 kg, og i et enkelt tilfælde er en fugl med en vægt på 23 kg registreret. Hunnen vejer omkring 10 kg. Den kan leve i op til 26 år.
Ungfuglens fjerdragt er gråbrun og næbbet er mørkegråt. Først i en alder af cirka to år er svanerne hvide. Der findes en genetisk variant, hvor ungfuglene er hvide med lyserøde ben, de såkaldte polske svaner. Varianten er oprindeligt opstået blandt tamme knopsvaner.
Dunungerne er hvide, grå eller lysebrune. Deres næb er grå.
Knopsvanen er normalt tavs (på engelsk hedder knopsvanen The Mute Swan: den stumme svane), men den kan hvæse.

## Ynglebiologi
I søer og moser yngler knopsvanen parvis, mens den fx på holme i fjorde kan yngle i kolonier.

### Reden og redebygning
Reden, der er omfangsrig, bygges på tørre steder. Ved søer bygges reden i bredvegetationen eller på små holme, gerne lige ved vandkanten og ved kysterne oftest på strandenge. Reden består af siv, tagrør, kviste og rødder af vandplanter. Ved kysterne anvendes mest ålegræs og tang. Hannen og hunnen bygger reden i fællesskab, således at hannen henter redematerialet og hunnen bygger selve reden. Fuglene er kønsmodne i en alder af 3-6 år.

### Æglægning og rugning
Samme par ruger på samme sted år efter år. Begge forældrefugle hjælpes ad med rugningen og senere med pasningen af ungerne. Knopsvanen lægger 5-9, (mere sjældent 10-12) æg i maj og juni. Æggene har ofte dybe furer i skallen og er hvidlige med grågrønligt anstrøg. De måler cirka 10,5 cm til 12,5 cm i længden og 7 cm til 8 cm i bredden Æggene klækker efter 34-38 døgn. Ungerne forlader reden efter cirka et døgn og bliver flyvefærdige efter 120-150 dage.
Knopsvanen forsvarer energisk sit revir og sine unger og angriber både fugle og pattedyr, herunder mennesker, som kommer for tæt på. I det københavnske område er knopsvanerne dog ofte halvtamme og mere tolerante overfor mennesker.

### Yngelpleje
Svanerne fodrer ikke deres dununger, men hunnen hiver vandplanter op af vandet for derefter at lade dem falde tilbage på vandoverfladen fra 10-20 cm højde. Ungerne, der holder sig tæt til hunnen, kan derefter snadre plantedelene i sig.
Hannen holder sig inden for få meter af familien og varetager forsvaret af ungerne. Som regel er trueadfærd tilstrækkeligt. Trueadfærden består i at sprede de lukkede vinger ud til siden samtidigt med at den hvæser advarende. Om nødvendigt deltager hunnen i forsvaret med samme trueadfærd.

## Udbredelse
Knopsvanen har sin oprindelige udbredelse i Europa og det vestlige Asien, men er også indført som prydfugl andre steder i verden, bl.a. i Nordamerika, Australien og New Zealand.

### I Danmark
I Danmark er knopsvanen en almindelig ynglefugl, men i tidligere århundrede blev den næsten udryddet som dansk ynglefugle på grund af intensiv jagt. Op igennem 1800-tallet var der aldrig mere end 100 knopsvanepar i landet; omkring år 1900 var der under 10 par og i midten af 1920'erne var der kun tre eller fire. En totalfredning i 1926 medførte dog at bestanden kom på fode igen, således at der i 1950 var 300-400 par, i 1955 1.000 par og i 1978 4.000 par. Bestanden blev i 2018 anslået til 4.700 par, og den har været stabil i de sidste tredive år.